# 惡魔城 闇影主宰2
《惡魔城 闇影主宰2》是由Mercury Steam開發並由科樂美發行的的動作冒險遊戲，在PlayStation 3、Xbox 360及Windows平台同步推出，2014年2月於歐美發售、2014年9月於日本發售。